# Floodwood
Floodwood és una població dels Estats Units a l'estat de Minnesota. Segons el cens del 2000 tenia 503 habitants.

## Demografia
Segons el cens del 2000, Floodwood tenia 503 habitants, 254 habitatges, i 112 famílies. La densitat de població era de 441,4 habitants per km².
Dels 254 habitatges en un 22% hi vivien nens de menys de 18 anys, en un 28,7% hi vivien parelles casades, en un 9,8% dones solteres, i en un 55,9% no eren unitats familiars. En el 49,2% dels habitatges hi vivien persones soles el 26% de les quals corresponia a persones de 65 anys o més que vivien soles. El nombre mitjà de persones vivint en cada habitatge era d'1,98 i el nombre mitjà de persones que vivien en cada família era de 2,88.
Per edats la població es repartia de la següent manera: un 23,7% tenia menys de 18 anys, un 8,9% entre 18 i 24, un 26% entre 25 i 44, un 16,9% de 45 a 60 i un 24,5% 65 anys o més.
L'edat mediana era de 39 anys. Per cada 100 dones de 18 o més anys hi havia 89,2 homes.
La renda mediana per habitatge era de 18.977 $ i la renda mediana per família de 30.833 $. Els homes tenien una renda mediana de 30.179 $ mentre que les dones 19.375 $. La renda per capita de la població era de 14.649 $. Entorn del 12% de les famílies i el 19,4% de la població estaven per davall del llindar de pobresa.

## Poblacions més properes
El següent diagrama mostra les poblacions més properes.